# Fraser Forster
Fraser Gerard Forster sinh ngày 19 tháng 3 năm 1988 là một thủ môn người Anh cho câu lạc bộ Totenham Hotspur tại  Premier League  và đội tuyển bóng đá quốc gia Anh. Anh cũng là một thủ môn dự bị cho Joe Hart khi đá cho đội tuyển bóng đá hoàng gia Anh. Mang áo số 23 của đội tuyển Anh vào mùa World Cup 2010, 2014. Anh cao 2,01 m.
Forster bắt đầu sự nghiệp của mình với Newcastle United và có thời gian ngắn được cho các câu lạc bộ Stockport County và Bristol Rovers mượn.